# Fabrice Mels
 (décembre 2023).
Si vous disposez d'ouvrages ou d'articles de référence ou si vous connaissez des sites web de qualité traitant du thème abordé ici, merci de compléter l'article en donnant les références utiles à sa vérifiabilité et en les liant à la section « Notes et références ».
Fabrice Mels (né le 17 août 1992 à Sinaai) est un coureur cycliste belge. Spécialisé en VTT, il est champion du monde de cross-country eliminator en 2014 et cinq fois champion de Belgique de cette discipline.

## Palmarès

### Championnats du monde
- Lillehammer-Hafjell 2014
  -  Champion du monde de cross-country eliminator
- Nové Město 2016
  -  Médaillé de bronze du cross-country eliminator

### Coupe du monde
- Coupe du monde de cross-country eliminator (1)
  - 2013 : 3e du classement général, vainqueur de la manche de Vallnord
  - 2014 : 1er du classement général, vainqueur des manches de Albstadt et Méribel
  - 2017 : 10e du classement général
  - 2018 : 4e du classement général, vainqueur d'une manche
  - 2019 : 6e du classement général, vainqueur d'une manche

### Championnats d'Europe
- 2014
  -  Médaillé de bronze du cross-country eliminator

### Championnats de Belgique
- Champion de Belgique de cross-country eliminator en 2012, 2013, 2014, 2015, 2016